# FC Vaduz
Fussball Club Vaduz (Câu lạc bộ bóng đá Vaduz) là câu lạc bộ bóng đá Liechtenstein đến từ Vaduz hiện đang thi đấu tại hệ thống giải đấu bóng đá Thụy Sĩ. Câu lạc bộ thi đấu sân nhà tại Sân vận động Rheinpark, có sức chứa 5.873 chỗ ngồi, cộng thêm chỗ đứng ở cuối phía Bắc và phía Nam của sân thì tổng sức chứa sân vận động là 7.838.
Đội hiện đang thi đấu ở Swiss Challenge League, là giải hạng 2 Thụy Sĩ, sau khi xuống hạng từ Swiss Super League sau mùa giải 2016-17 không tốt. FC Vaduz độc đáo ở chỗ nó đại diện cho hiệp hội quốc gia của mình tại UEFA Europa League khi giành danh hiệu cúp quốc gia, trong khi chơi ở giải đấu của một quốc gia khác. Điều này là do Liechtenstein không tổ chức giải vô địch quốc gia của riêng mình (Giải đấu bóng đá duy nhất ở Liechtenstein là cúp quốc gia). Hiện Liechtenstein chỉ có 7 câu lạc bộː FC Balzers, USV Eschen/Mauren, FC Ruggell, FC Schaan, FC Triesen, FC Triesenberg và FC Vaduz), trong đó FC Vaduz thường xuyên tham dự thi đấu ở vòng loại Europa League và từng lọt đến vòng loại thứ ba giải đấu này 2 lần.
Trong lịch sử, có rất nhiều cầu thủ đến từ Liechtenstein, nhiều người đã chơi cho đội tuyển quốc gia Liechtenstein, nhưng gần như tất cả những cầu thủ này đã chuyển ra nước ngoài, và bây giờ phần lớn đội hình chính là các cầu thủ nước ngoài từ các khu vực khác nhau trên thế giới. Việc ký hợp đồng với thủ môn giàu kinh nghiệm Peter Jehle từ Tours và Franz Burgmeier từ Darlington đã tăng số ngoại binh của đội lên sáu vào đầu mùa giải 2009-10.

## Lịch sử

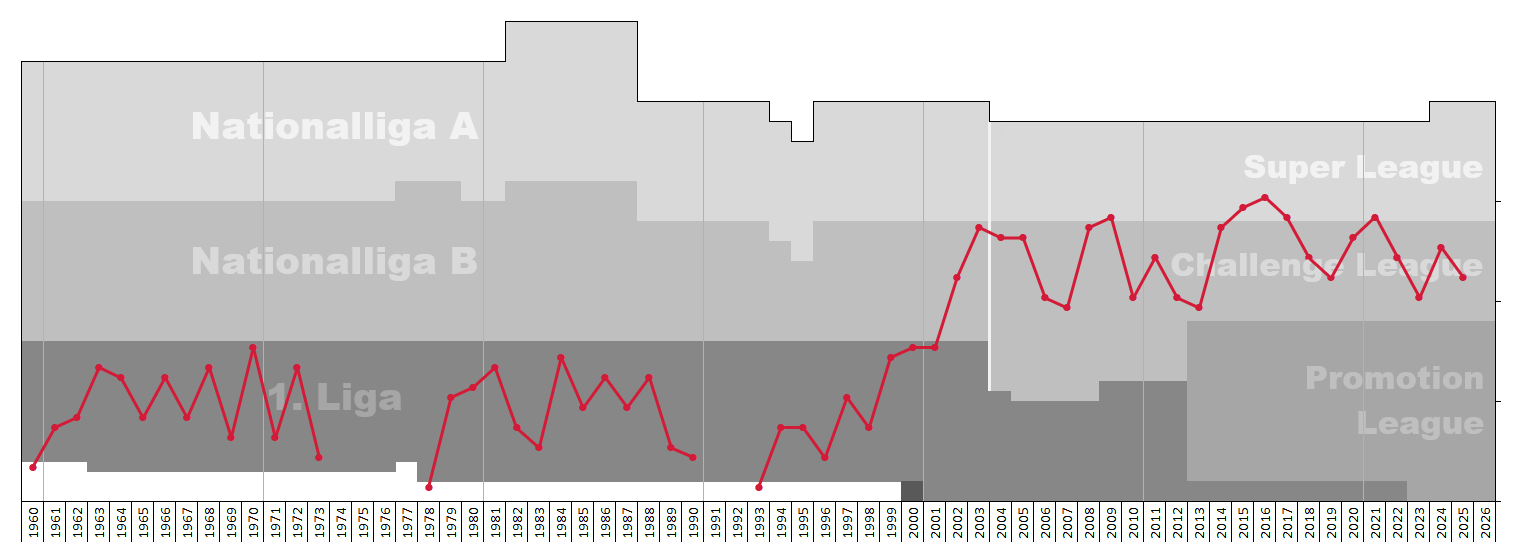
Bảng xếp hạng lịch sử của FC Vaduz trong hệ thống bóng đá Thụy Sĩ

Câu lạc bộ FC Vaduz được thành lập vào ngày 14 tháng 2 năm 1932 tại Vaduz và chủ tịch đầu tiên của câu lạc bộ là Johann Walser. FC Vaduz là câu lạc bộ bóng đá chuyên nghiệp duy nhất ở Liechtenstein. Trong trận đấu giao hữu đầu tiên của mình, câu lạc bộ đã thi đấu với Balzers vào ngày 24 tháng 4 năm đó, đội bóng mới được sinh ra đã giành chiến thắng với tỉ số 2-1. Câu lạc bộ chơi trong Hiệp hội bóng đá Vorarlberger ở Áo vào mùa giải 1932. Năm 1933, Vaduz bắt đầu chơi ở Thụy Sĩ. Trong những năm tiếp theo, Vaduz đã phải thi đấu qua nhiều hạng khác nhau của bóng đá Thụy Sĩ và giành được Cup Liechtensteiner đầu tiên vào năm 1949. Vaduz có một giai đoạn thi đấu kéo dài ở hạng 1. Liga từ năm 1960 đến năm 1973, là hạng thứ ba của hệ thống giải bóng đá Thụy Sĩ.
Vaduz đã được yêu cầu trả một khoản phí cho Hiệp hội bóng đá Thụy Sĩ để tham gia như một câu lạc bộ nước ngoài, khoảng 150.000 bảng mỗi năm. Đã có những lời kêu gọi hủy bỏ thỏa thuận này, nhưng các cuộc thảo luận có nghĩa là một thỏa thuận lâu dài đã diễn ra để đại diện Liechtenstein được phép tham gia vào Challenge League hoặc Super League trong tương lai.
Từ mùa giải 2001 2001, Vaduz đã chơi ở Swiss Challenge League (trước đây gọi là Nationalliga B), hạng thứ hai của hệ thống giải đấu Thụy Sĩ. Kể từ đó, Vaduz là một trong những đội hay nhất trong hạng nhì và thường xuyên tham gia vào cuộc đua giành vé thăng hạng lên Super League, đặc biệt là vào năm 2004 và 2005, chơi trận play-off thăng hạng trong cả hai mùa nhưng không thành. Trong mùa giải 2007-08, Vaduz lần đầu tiên thăng hạng lên Super League vào ngày 12 tháng 5 năm 2008 bằng cách vô địch giải đấu Swiss Challenge League vào ngày cuối cùng của mùa giải, lần đầu tiên có một đội đến từ Liechtenstein trở thành đại diện ở hạng đấu cao nhất của bóng đá Thụy Sĩ. Tuy nhiên, Vaduz đã xuống hạng trở lại sau một mùa giải.
Vào tháng 5 năm 2010, hai đội Liechtenstein FC Vaduz và USV Eschen / Mauren đã quyết định hợp tác tốt hơn, đặc biệt là về trao đổi và khả năng phát triển của các cầu thủ của cả hai đội. Về nguyên tắc, thỏa thuận nên thay thế cấu trúc bị thiếu tại FC Vaduz và thúc đẩy hợp tác bóng đá Liechtenstein. FC Vaduz là địa chỉ đầu tiên cho các cầu thủ bóng đá chuyên nghiệp.
Năm 1992, lần đầu tiên, Vaduz đủ điều kiện tham gia bóng đá châu Âu, tham dự UEFA Cup Winners 'Cup với tư cách là đội chiến thắng Liechtenstein Cup, nhưng đã thua với tổng tỉ số 1-12 trước Chornomorets Odesa của Ukraine ở vòng loại. Vào năm 1996, Vaduz đủ điều kiện cho vòng đầu tiên với chiến thắng đầu tiên tại châu Âu, giành chiến thắng 5-3 trên chấm phạt đền trước Đại học Riga của Latvia, sau khi hòa với tổng tỉ số 2-2, mặc dù Vaduz đã thua tan nát 0-7 trước Paris Saint-Germain sau 2 lượt trận.
Sau khi Cup Winners 'Cup bị bãi bỏ, Vaduz đã tham dự hàng năm vòng loại UEFA Cup (nay là UEFA Europa League) do giành được Cup Liechtenstein mỗi năm kể từ năm 1998 do là đội bóng hàng đầu ở Liechtenstein. Tuy nhiên, họ chưa bao giờ vượt qua vòng loại cho đến nay.
Tuy nhiên, Vaduz đã suýt lọt vào vòng đầu tiên của UEFA Cup năm 2002. Với tổng tỉ số khi đó là hòa, và với đối thủ Livingston dự kiến sẽ thắng nhờ luật bàn thắng trên sân khách, Vaduz đã giành được một quả phạt góc. Marius Zarn tung ra một cú sút vào khung thành. Tuy nhiên, trọng tài (Luke Harrington) đã thổi còi hết giờ ngay trước khi bóng đi qua vạch vôi, và Livingston đã chiến thắng trong tình huống gây tranh cãi.
Vaduz đã thăng hạng trở lại Swiss Super League vào mùa 2014-15. Vaduz kết thúc ở vị trí thứ 9 với 31 điểm giành được, lần đầu tiên trụ lại thành công ở giải đấu hàng đầu Thụy Sĩ. Họ cũng đã giành được chiếc cúp Liechtenstein thứ 43 của mình, trở thành người đội kỷ lục thế giới của một chiếc cúp quốc gia trong lịch sử.
Sau 4 năm ở hạng nhất Thụy Sĩ, câu lạc bộ đã xuống hạng vào mùa 2020-21. Câu lạc bộ hiện đang thi đấu tại Swiss Challenge League, giải hạng 2 Thụy Sĩ.

## Tình trạng pháp lý
Vaduz là một trong số ít câu lạc bộ bóng đá châu Âu thi đấu ở giải nước ngoài, bao gồm cả Swansea City và Cardiff City chơi ở Giải bóng đá Anh, AS Monaco chơi ở Pháp, San Marino Calcio chơi ở Ý và một số câu lạc bộ nhỏ khác cũng làm như vậy ở các giải đấu khác nhau. Sự khác biệt giữa Vaduz và các câu lạc bộ đã nói ở trên là vị thế của Vaduz ở Thụy Sĩ là một "câu lạc bộ khách" và do đó, Vaduz không tham gia Cúp bóng đá Thụy Sĩ và không thể đại diện cho Thụy Sĩ ở đấu trường quốc tế, điều này khiến cho việc tham dự Champions League từ giải đấu Thụy Sĩ trở nên bất khả thi ngoài việc vô địch tại Europa League hoặc Champions League. Vì Vaduz chưa bao giờ vô địch giải đấu Thụy Sĩ hay Europa League nên tình huống này chưa từng xảy ra.

## Sân vận động Rheinpark

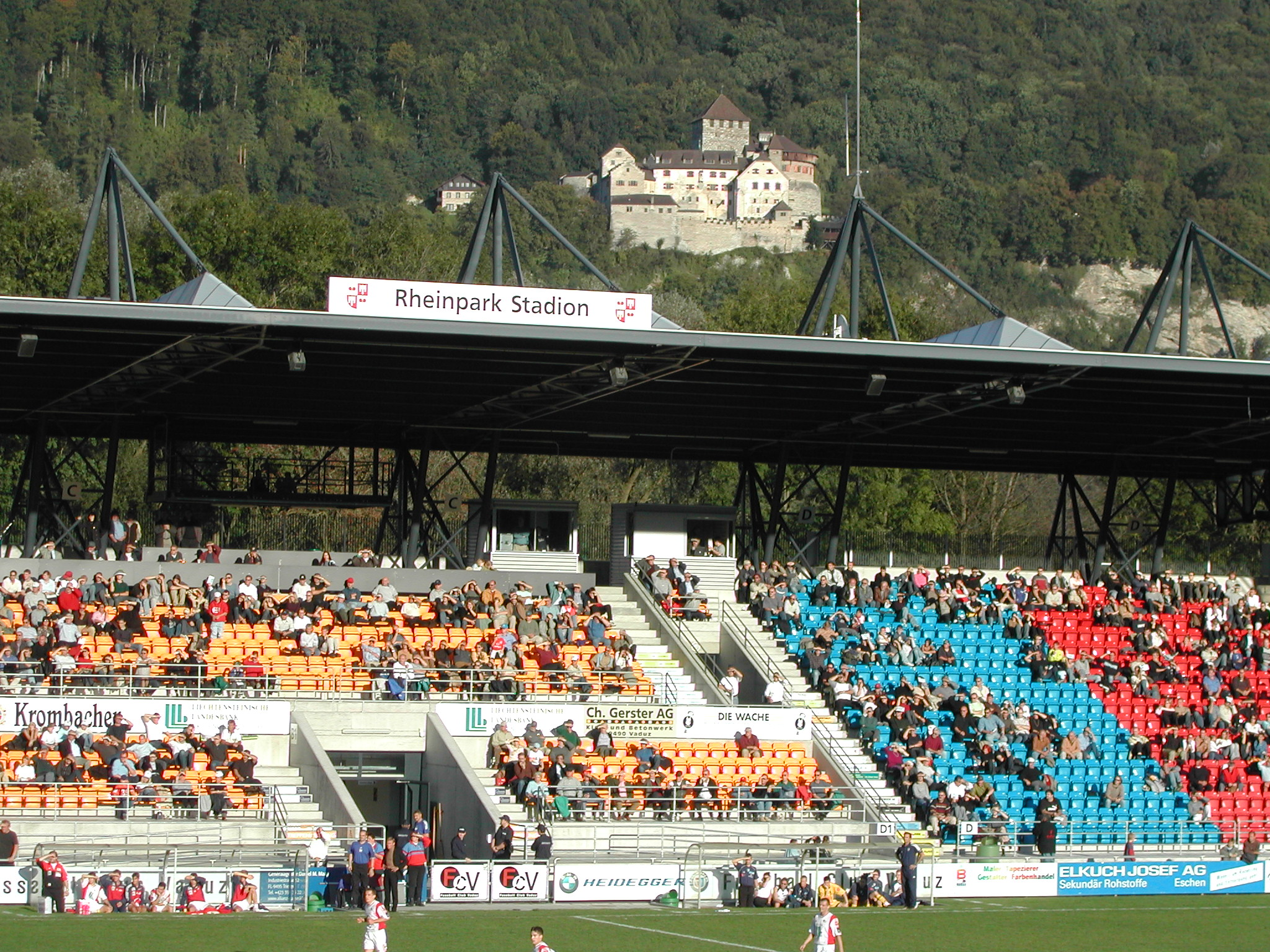
Khán đài chính của Sân vận động Rheinpark với Lâu đài Vaduz phía sau

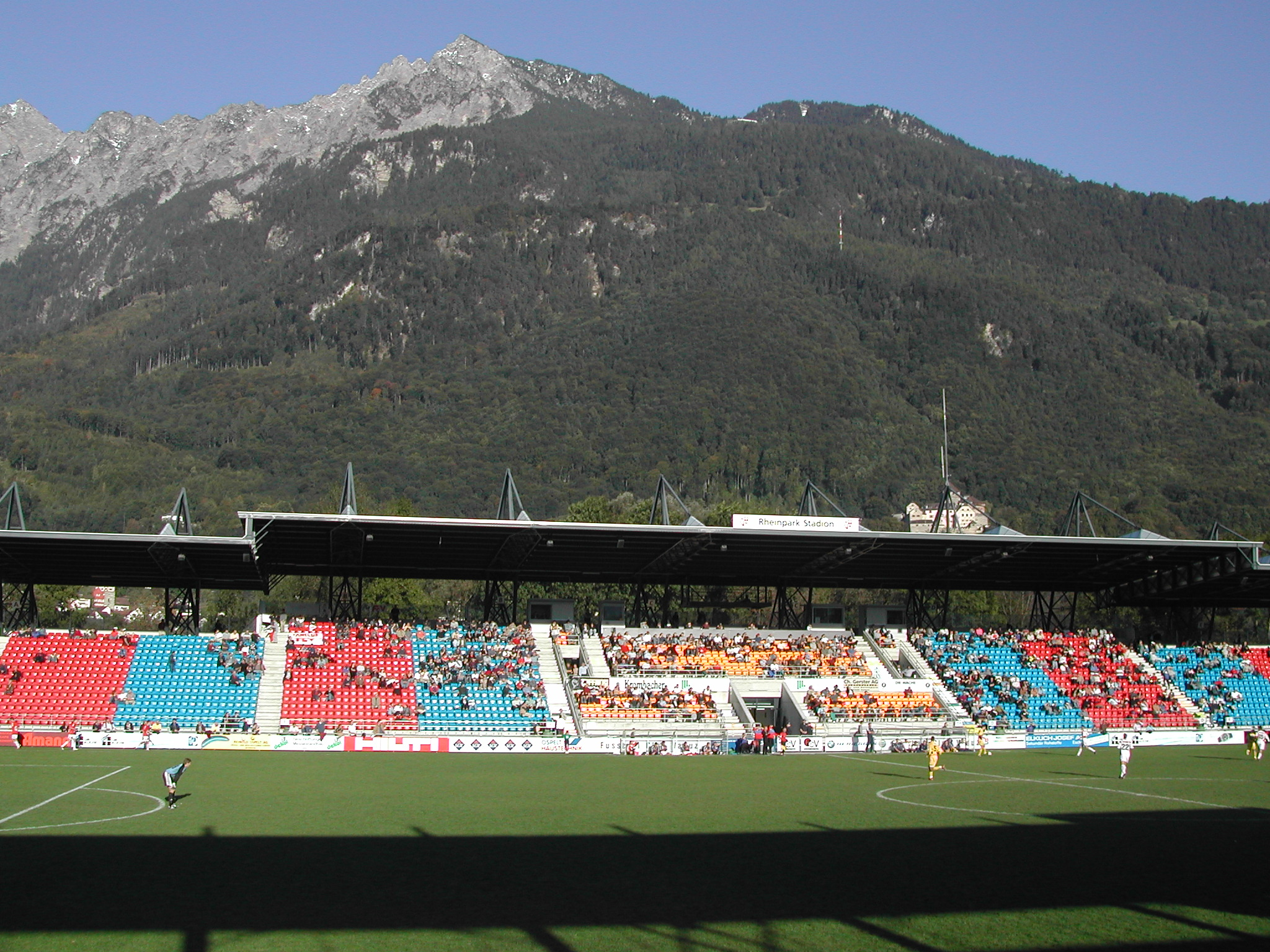
Sân vận động Rheinpark

Sân vận động Rheinpark ở Vaduz là sân vận động quốc gia Liechtenstein. Nó đóng vai trò sân nhà cho các trận đấu của đội tuyển bóng đá quốc gia Liechtenstein, và cũng là sân nhà của câu lạc bộ bóng đá mạnh nhất Liechtenstein, FC Vaduz. Nó nằm trên bờ sông Rhine, chỉ cách biên giới với Thụy Sĩ vài mét. Sân vận động có sức chứa 5.873 chỗ ngồi, cộng với các vị trí đứng bổ sung, cho tổng sức chứa là 7.584. Tòa nhà của sân vận động có giá khoảng 19 triệu CHF.

## Tài trợ hiện tại
Các công ty mà FC Vaduz hiện có các hợp đồng tài trợ bao gồm:
- Liechtensteinische Landesbank - nhà tài trợ chính
- MBPI AG - nhà tài trợ chính
- Puma - nhà sản xuất kit
- Accurata Treuhand und Revutions AG - nhà tài trợ chính thức
- Brauerei Schützengarten AG - nhà tài trợ chính thức
- Heim Bohrtechnik AG - nhà tài trợ chính thức
- Kibernetik AG - nhà tài trợ chính thức
- Tập đoàn bệnh viện tư nhân Hirslanden - đối tác y tế
- Orthopädie St. Gallen - đối tác y tế

## Thành tích
- Giải vô địch bóng đá Liechtenstein

Vô địch (2): 1932, 1936
- Cúp bóng đá Liechtenstein

Vô địch (50 lần) (kỷ lục thế giới)ː 1948–49, 1951–52, 1952–53, 1953–54, 1955–56, 1956–57, 1957–58, 1958–59, 1959–60, 1960–61, 1962, 1965–66, 1966–67, 1967–68, 1968–69, 1969–70, 1970–71, 1973–74, 1979–80, 1984–85, 1986, 1987–88, 1989–90, 1991–92, 1994–95, 1995–96, 1997–98, 1998–99, 1999–2000, 2000–01, 2001–02, 2002–03, 2003–04, 2004–05, 2005–06, 2006–07, 2007–08, 2008–09, 2009–10, 2010–11, 2012–13, 2013–14, 2014–15, 2015–16, 2016–17, 2017–18, 2018–19, 2021/22, 2022/23, 2023/24
Á quân (13 lần) ː 1945–46, 1946–47, 1947–48, 1949–50, 1950–51, 1954–55, 1971–72, 1976–77, 1983–84, 1986–87, 1990–91, 1996–97, 2011–12

- Hệ thống giải đấu Thụy Sĩ

1. Swiss Challenge League (Hạng nhì)

Vô địch (3 lần): 2003, 2007–08, 2013–14
Á quân (2 lần): 2003–04, 2004–05

## Thành tích ở châu Âu
| Mùa giải | Giải đấu                      | Vòng               | Đối thủ               | Sân nhà      | Sân khách | Tổng tỉ số  |  |
| -------- | ----------------------------- | ------------------ | --------------------- | ------------ | --------- | ----------- |  |
| 1992–93  | European Cup Winners' Cup     | Vòng loại          | Chornomorets Odesa    | 0–5          | 1–7       | 1–12        |  |
| 1995–96  | UEFA Cup Winners' Cup         | Vòng loại          | Hradec Králové        | 0–5          | 1–9       | 1–14        |  |
| 1996–97  | UEFA Cup Winners' Cup         | Vòng loại          | Universitāte Rīga     | 1–1          | 1–1       | 2–2 (4–2 p) |  |
| 1996–97  | UEFA Cup Winners' Cup         | Vòng đầu tiên      | Paris Saint-Germain   | 0–4          | 0–3       | 0–7         |  |
| 1998–99  | UEFA Cup Winners' Cup         | Vòng loại          | Helsingborg           | 0–2          | 0–3       | 0–5         |  |
| 1999–00  | UEFA Cup                      | Vòng loại          | Bodø/Glimt            | 0–1          | 1–2       | 1–3         |  |
| 2000–01  | UEFA Cup                      | Vòng loại          | Amica Wronki          | 0–3          | 3–3       | 3–6         |  |
| 2001–02  | UEFA Cup                      | Vòng loại          | Varteks Varaždin      | 3–3          | 1–6       | 4–9         |  |
| 2002–03  | UEFA Cup                      | Vòng loại          | Livingston            | 1–1          | 0–0       | 1–1 (a)     |  |
| 2003–04  | UEFA Cup                      | Vòng loại          | Dnipro Dnipropetrovsk | 0–1          | 0–1       | 0–2         |  |
| 2004–05  | UEFA Cup                      | Vòng loại đầu tiên | Longford Town         | 1–0          | 3–2       | 4–2         |  |
| 2004–05  | UEFA Cup                      | Vòng loại thứ hai  | Beveren               | 1–3          | 1–2       | 2–5         |  |
| 2005–06  | UEFA Cup                      | Vòng loại đầu tiên | Dacia Chișinău        | 2–0          | 0–1       | 2–1         |  |
| 2005–06  | UEFA Cup                      | Vòng loại thứ hai  | Beşiktaş              | 0–1          | 1–5       | 1–6         |  |
| 2006–07  | UEFA Cup                      | Vòng loại đầu tiên | Újpest                | 0–1          | 4–0       | 4–1         |  |
| 2006–07  | UEFA Cup                      | Vòng loại thứ hai  | Basel                 | 2–1          | 0–1       | 2–2 (a)     |  |
| 2007–08  | UEFA Cup                      | Vòng loại đầu tiên | Dinamo Tbilisi        | 0–0          | 0–2       | 0–2         |  |
| 2008–09  | UEFA Cup                      | Vòng loại đầu tiên | Zrinjski Mostar       | 1–2          | 0–3       | 1–5         |  |
| 2009–10  | UEFA Europa League            | Vòng loại thứ hai  | Falkirk               | 0–1          | 2–0 (aet) | 2–1         |  |
| 2009–10  | UEFA Europa League            | Vòng loại thứ ba   | Slovan Liberec        | 0–1          | 0–2       | 0–3         |  |
| 2010–11  | UEFA Europa League            | Vòng loại thứ hai  | Brøndby               | 0–0          | 0–3       | 0–3         |  |
| 2011–12  | UEFA Europa League            | Vòng loại thứ hai  | Vojvodina             | 0–2          | 3–1       | 3–3 (a)     |  |
| 2011–12  | UEFA Europa League            | Vòng loại thứ ba   | Hapoel Tel Aviv       | 2–1          | 0–4       | 2–5         |  |
| 2013–14  | UEFA Europa League            | Vòng loại đầu tiên | Chikhura Sachkhere    | 1–1          | 0–0       | 1–1 (a)     |  |
| 2014–15  | UEFA Europa League            | Vòng loại đầu tiên | College Europa        | 3–0          | 1–0       | 4–0         |  |
| 2014–15  | UEFA Europa League            | Vòng loại thứ hai  | Ruch Chorzów          | 0–0          | 2–3       | 2–3         |  |
| 2015–16  | UEFA Europa League            | Vòng loại đầu tiên | La Fiorita            | 5–1          | 5–0       | 10–1        |  |
| 2015–16  | UEFA Europa League            | Vòng loại thứ hai  | Nõmme Kalju           | 3–1          | 2–0       | 5–1         |  |
| 2015–16  | UEFA Europa League            | Vòng loại thứ ba   | Thun                  | 2–2          | 0–0       | 2–2 (a)     |  |
| 2016–17  | UEFA Europa League            | Vòng loại đầu tiên | Sileks                | 3–1          | 2–1       | 5–2         |  |
| 2016–17  | UEFA Europa League            | Vòng loại thứ hai  | Midtjylland           | 2–2          | 0–3       | 2–5         |  |
| 2017–18  | UEFA Europa League            | Vòng loại đầu tiên | Bala Town             | 3–0          | 2–1       | 5–1         |  |
| 2017–18  | UEFA Europa League            | Vòng loại thứ hai  | Odds BK               | 0–1          | 0–1       | 0–2         |  |
| 2018–19  | UEFA Europa League            | Vòng loại đầu tiên | Levski Sofia          | 1–0          | 2–3       | 3–3 (a)     |  |
| 2018–19  | UEFA Europa League            | Vòng loại thứ hai  | Žalgiris              | 1–1          | 0–1       | 1–2         |  |
| 2019–20  | UEFA Europa League            | Vòng loại đầu tiên | Breiðablik            | 2–1          | 0–0       | 2–1         |  |
| 2019–20  | UEFA Europa League            | Vòng loại thứ hai  | MOL Fehérvár          | 2–0 (aet)    | 0–1       | 2–1         |  |
| 2019–20  | UEFA Europa League            | Vòng loại thứ ba   | Eintracht Frankfurt   | 0–5          | 0–1       | 0–6         |  |
| 2021–22  | UEFA Europa Conference League | Vòng loại thứ hai  | Újpest                | 1–3          | 1–2       | 2–5         |  |
| 2022–23  | UEFA Europa Conference League | Vòng loại thứ hai  | Koper                 | 1–1 (s.h.p.) | 1–0       | 2–1         |  |
| 2022–23  | UEFA Europa Conference League | Vòng loại thứ ba   | Konyaspor             | 1–1          | 4–2       | 5–3         |  |
| 2022–23  | UEFA Europa Conference League | Vòng play-off      | Rapid Wien            | 1–1          | 1–0       | 2–1         |  |
| 2022–23  | UEFA Europa Conference League | Bảng E             | AZ                    |              |           |             |  |
| 2022–23  | UEFA Europa Conference League | Bảng E             | Apollon Limassol      |              |           |             |  |
| 2022–23  | UEFA Europa Conference League | Bảng E             | Dnipro-1              |              |           |             |  |

| Giải đấu                      | Điểm | W  | D  | L  | GF | GA  | +/- |
| ----------------------------- | ---- | -- | -- | -- | -- | --- | --- |
| UEFA Cup Winners' Cup         | 10   | 0  | 2  | 8  | 4  | 40  | −36 |
| UEFA Cup / UEFA Europa League | 67   | 21 | 14 | 32 | 76 | 93  | −17 |
| UEFA Europa Conference League | 8    | 3  | 3  | 2  | 11 | 10  | +1  |
| Tổng                          | 85   | 24 | 19 | 42 | 91 | 143 | −52 |

## Kỷ lục câu lạc bộ
- Chiến thắng sân nhà đậm nhất ở châu Âu: FC Vaduz 5–1  La Fiorita (09.07.2015, UEFA Europa League First qualifying round second leg)
- Chiến thắng sân khách đậm nhất ở châu Âu:  La Fiorita 0–5 FC Vaduz (02.07.2015, UEFA Europa League First qualifying round first leg)
- Trận thua sân nhà đậm nhất ở châu Âu: FC Vaduz 0–5  Chornomorets Odesa (19.08.1992, European Cup Winners' Cup), FC Vaduz 0–5  Hradec Králové (10.08.1995, European Cup Winners' Cup), FC Vaduz 0–5  Eintracht Frankfurt (08.08.2019, Europa League)
- Trận thua sân khách đậm nhất ở châu Âu:  Hradec Králové 9–1 FC Vaduz (24.08.1995, European Cup Winners' Cup)
- Trận thắng sân nhà đậm nhất: FC Vaduz 11–0  FC Schaan (04.05.2016, FL–Cup Final)
- Trận thắng sân khách đậm nhất:  FC Triesen II 0–22 FC Vaduz (09.11.1999, FL–Cup Quarter-Finals)

## Xếp hạng
| Xếp hạng | Đội                   | Điểm  | Quốc gia |
| -------- | --------------------- | ----- | -------- |
| 255      | CS Fola Esch          | 4.000 | 1.100    |
| 256      | Víkingur Gøta         | 4.000 | 0.800    |
| 257      | FC Vaduz              | 4.000 | 2.700    |
| 258      | FC Santa Coloma       | 4.000 | 0.366    |
| 259      | Jagiellonia Białystok | 3.000 | 3.850    |

| Xếp hạng | Đội                  | Điểm  |
| -------- | -------------------- | ----- |
| 166      | Odds BK              | 99.00 |
| 166      | Crusaders F.C.       | 99.00 |
| 166      | FC Vaduz             | 99.00 |
| 171      | Qadsia SC            | 98.50 |
| 172      | C.S.D. Independiente | 98.00 |

## Lịch sử Super League Thụy Sĩ
Vaduz đã thi đấu tổng cộng 5 mùa tại hạng nhất Thụy Sĩ. 
| Mùa giải | Thứ hạng | Số trận | Thắng | Hòa | Thua | Bàn thắng | Bàn thua | Điểm | Khán giả trung bình |
| -------- | -------- | ------- | ----- | --- | ---- | --------- | -------- | ---- | ------------------- |
| 2008–09  | 10       | 36      | 5     | 7   | 24   | 28        | 85       | 22   | 2,177               |
| 2014–15  | 9        | 36      | 7     | 10  | 19   | 28        | 59       | 31   | 4,152               |
| 2015–16  | 8        | 36      | 7     | 15  | 14   | 44        | 60       | 36   | 4,006               |
| 2016–17  | 10       | 36      | 7     | 9   | 20   | 45        | 78       | 30   | 4,086               |
| 2020–21  | 10       | 36      | 9     | 9   | 18   | 36        | 58       | 36   | 227                 |
| Total    |          | 180     | 35    | 50  | 95   | 181       | 340      | 155  | 2,930               |

## Cầu thủ

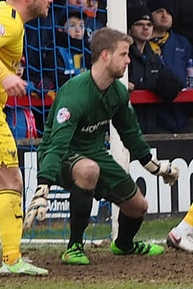
Đội trưởng Benjamin Büchel

### Đội hình hiện tại
Tính đến 6 tháng 9 năm 2022
Ghi chú: Quốc kỳ chỉ đội tuyển quốc gia được xác định rõ trong điều lệ tư cách FIFA. Các cầu thủ có thể giữ hơn một quốc tịch ngoài FIFA.
| Số | VT | Quốc gia      | Cầu thủ                      |
| -- | -- | ------------- | ---------------------------- |
| 1  | TM | Liechtenstein | Benjamin Büchel (đội trưởng) |
| 3  | HV | Pháp          | Anthony Goelzer              |
| 4  | TV | Liechtenstein | Nicolas Hasler               |
| 5  | HV | Áo            | Anes Omerovic                |
| 6  | HV | Kosovo        | Fuad Rahimi                  |
| 7  | TV | Thụy Sĩ       | Merlin Hadzi                 |
| 8  | TV | Liechtenstein | Sandro Wieser                |
| 9  | TĐ | Áo            | Manuel Sutter                |
| 10 | TV | Thụy Sĩ       | Tunahan Cicek                |
| 11 | TĐ | Phần Lan      | Tim Väyrynen                 |
| 13 | HV | Thụy Sĩ       | Kevin Iodice                 |
| 14 | TV | Serbia        | Milan Gajić                  |
| 17 | TV | Thụy Sĩ       | Joël Ris                     |
| 19 | TĐ | Thụy Sĩ       | Dejan Djokic                 |

| Số | VT | Quốc gia      | Cầu thủ                                   |
| -- | -- | ------------- | ----------------------------------------- |
| 20 | TV | Liechtenstein | Simon Lüchinger                           |
| 21 | HV | Kosovo        | Arbenit Xhemajli                          |
| 23 | HV | Thụy Sĩ       | Dario Ulrich                              |
| 24 | TV | Thụy Sĩ       | Cédric Gasser                             |
| 25 | TM | Liechtenstein | Gabriel Foser                             |
| 27 | TĐ | Nigeria       | Franklin Sasere                           |
| 28 | HV | Liechtenstein | Lars Traber                               |
| 29 | HV | Đức           | Gabriel Isik                              |
| 42 | TM | Mozambique    | Gion Chande                               |
| 47 | HV | Thụy Sĩ       | Fabio Fehr                                |
| 53 | TV | Kosovo        | Gezim Pepsi                               |
| 74 | TĐ | Thụy Sĩ       | Elmin Rastoder (cho mượn từ Grasshoppers) |
| 77 | TV | Áo            | Kristijan Dobras                          |
| 80 | TV | Thụy Sĩ       | Ryan Fosso                                |

### Cho mượn
Ghi chú: Quốc kỳ chỉ đội tuyển quốc gia được xác định rõ trong điều lệ tư cách FIFA. Các cầu thủ có thể giữ hơn một quốc tịch ngoài FIFA.
| Số | VT | Quốc gia      | Cầu thủ                                                       |
| -- | -- | ------------- | ------------------------------------------------------------- |
| —  | TM | Liechtenstein | Justin Ospelt (tại Dornbirn cho đến ngày 30 tháng 6 năm 2023) |
| —  | HV | Thụy Sĩ       | Giosue Capozzi (tại Brühl cho đến ngày 30 tháng 6 năm 2023)   |

| Số | VT | Quốc gia | Cầu thủ                                                           |
| -- | -- | -------- | ----------------------------------------------------------------- |
| —  | TĐ | Áo       | Elvin Ibrisimovic (tại Dornbirn cho đến ngày 30 tháng 6 năm 2023) |

## FC Vaduz U23
FC Vaduz U23 là đội dự bị của FC Vaduz. Họ hiện đang chơi trong 2. Liga (hạng sáu của hệ thống giải bóng đá Thụy Sĩ). Trong mùa giải 2014-15, họ đã chơi trận bán kết ở Liechtenstein Cup với FC Triesenberg và họ đã thua 0-1 sau hiệp phụ.

## Những mùa gần đây
| Mùa     | Giải thi đấu     | Hạng | Xếp hạng |
| 2003–04 | Challenge League | II   | 2        |
| 2004–05 | Challenge League | II   | 2        |
| 2005–06 | Challenge League | II   | 8        |
| 2006–07 | Challenge League | II   | 9        |
| 2007–08 | Challenge League | II   | 1↑       |
| 2008–09 | Super League     | I    | 10↓      |
| 2009–10 | Challenge League | II   | 8        |
| 2010–11 | Challenge League | II   | 4        |
| 2011–12 | Challenge League | II   | 8        |
| 2012–13 | Challenge League | II   | 9        |
| 2013–14 | Challenge League | II   | 1↑       |
| 2014–15 | Super League     | I    | 9        |
| 2015–16 | Super League     | I    | 8        |
| 2016–17 | Super League     | I    | 10↓      |
| 2017–18 | Challenge League | II   | 4        |
| 2018–19 | Challenge League | II   | 6        |
| 2019–20 | Challenge League | II   | 2↑       |
| 2020–21 | Super League     | I    | 10↓      |
| 2021-22 | Challenge League | II   | 4        |
| 2022-23 | Challenge League | II   | 8        |
| 2022-23 | Challenge League | II   | 3        |

Chú thích
| ↑ Lên hạng | ↓ Xuống hạng |

Cầu thủ của Vaduz tại các giải đấu quốc tế lớn
| Giải đấu                   |                 |
| -------------------------- | --------------- |
| AFC Asian Cup 2015         | Pak Kwang-Ryong |
| UEFA Euro 2016             | Armando Sadiku  |
| UEFA Euro 2016             | Naser Aliji     |
| Africa Cup of Nations 2019 | Jodel Dossou    |